# 釉裡紅

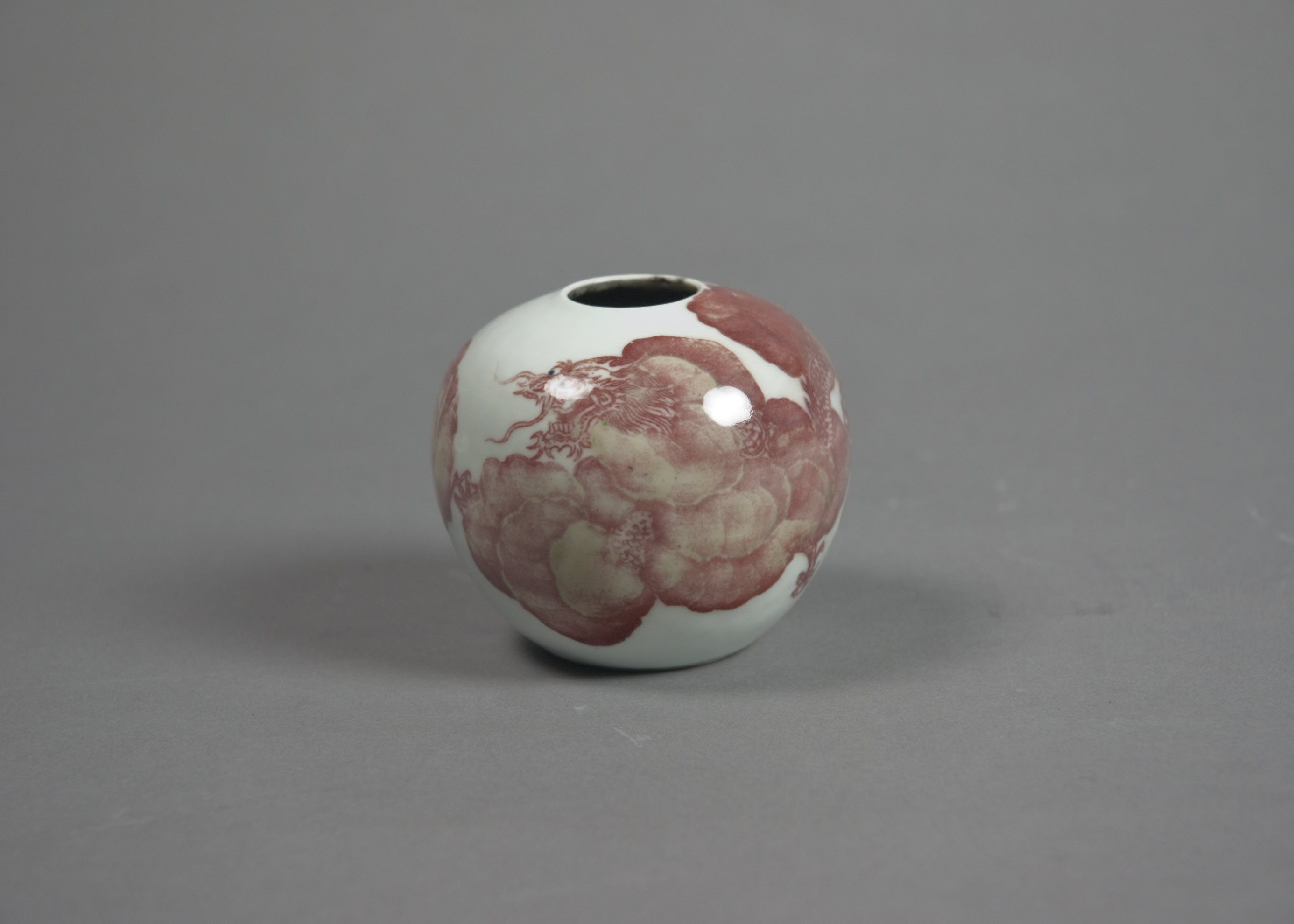
清乾隆景德镇窑釉里红云龙纹水盂（美国大都会艺术博物馆藏）

釉裡紅是江西景德鎮創燒的一種瓷器釉彩，在晚唐已有出現雛形，元代發揚成熟。以氧化銅在瓷胎上彩繪，再塗一層透明釉，以高溫還原焰燒成，呈紅色光潤柔和。明宣德时期以及清康熙、雍正时期为釉里红发展的高峰期。

## 釉裡紅瓷器图集

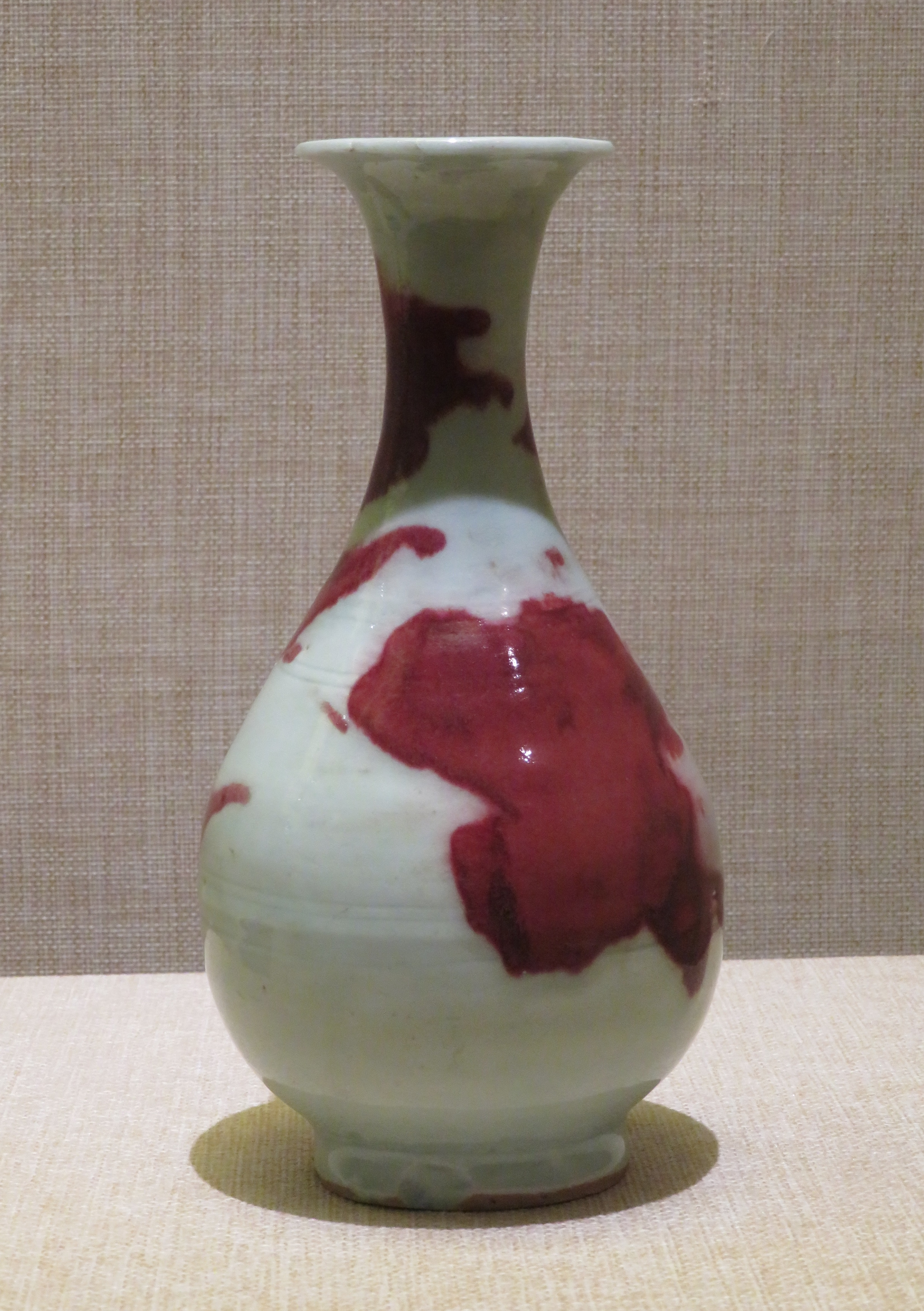
元釉里红玉壶春瓶（内蒙古博物院藏）
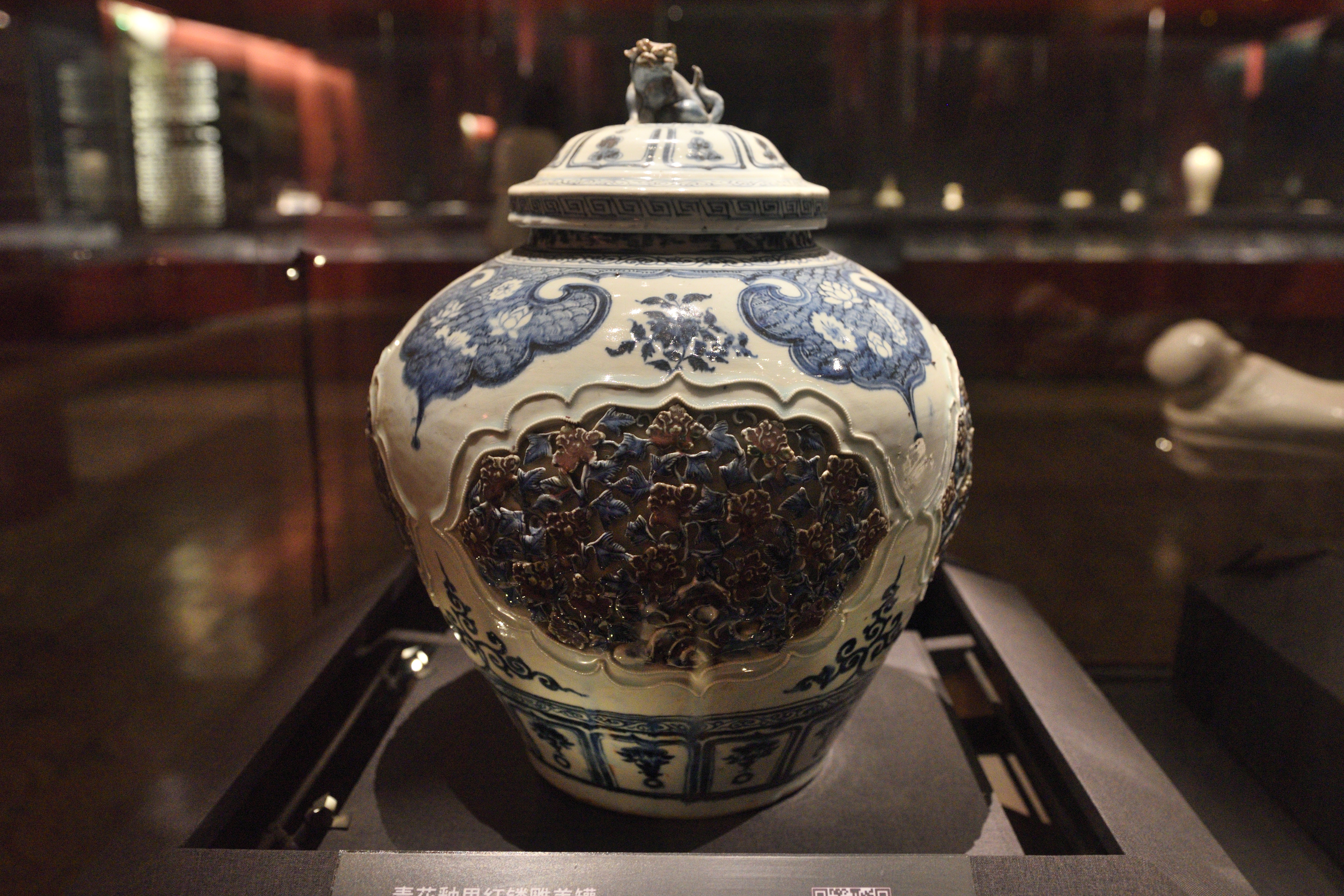
元青花釉里红镂雕盖罐（北京故宫博物院藏）
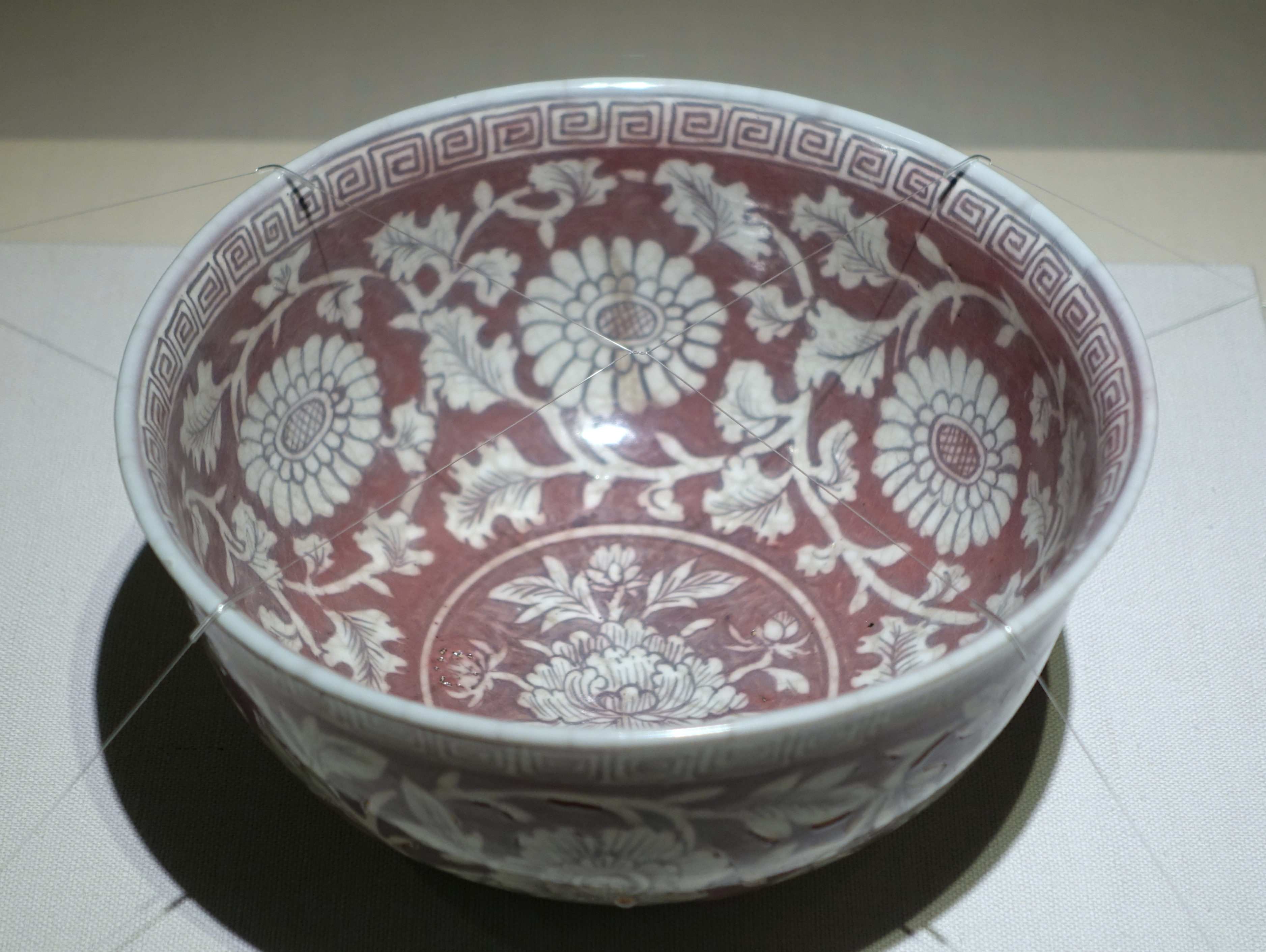
明洪武釉里红缠枝菊纹碗（日本松冈美术馆藏）
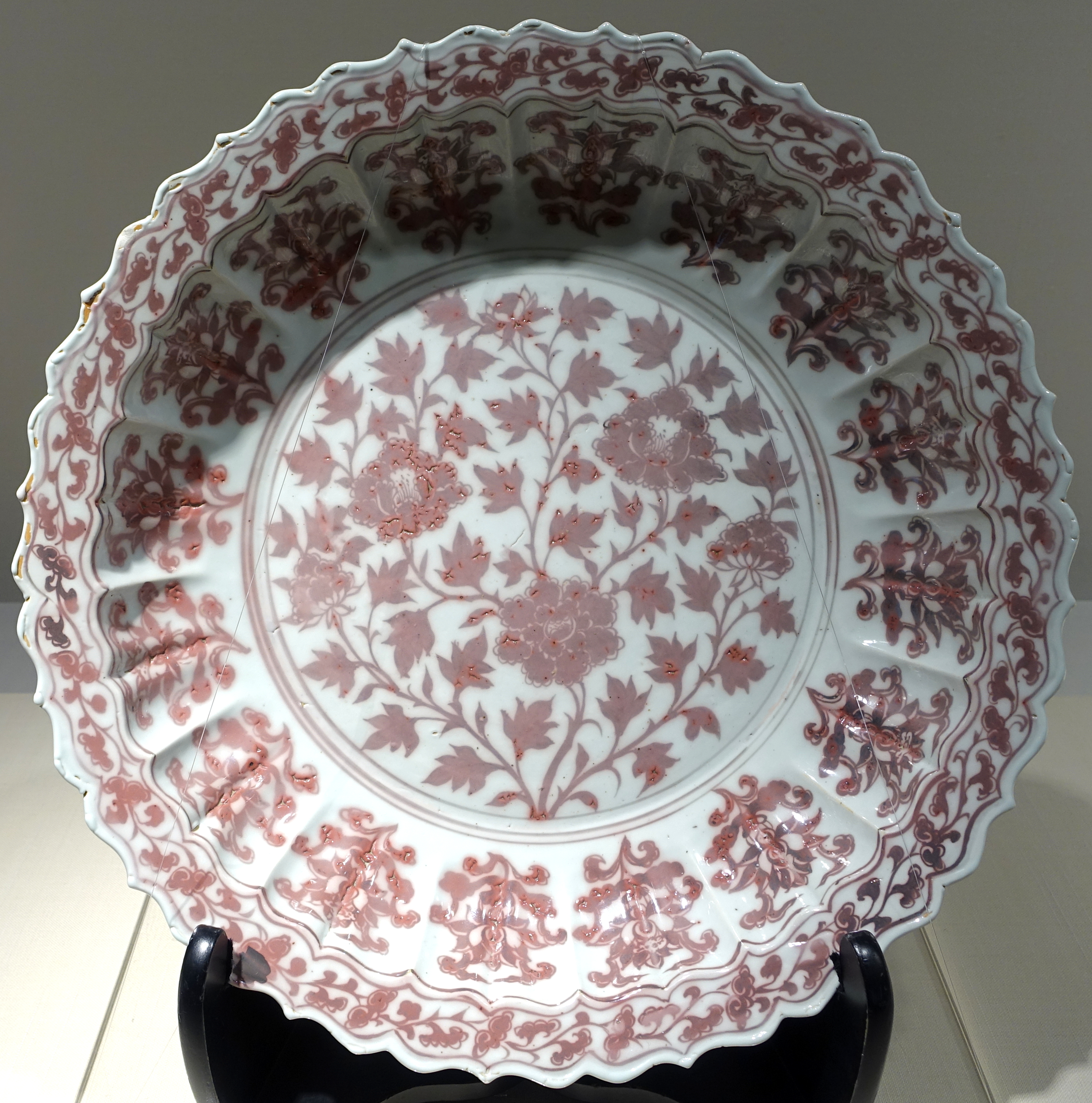
明洪武釉里红缠枝牡丹纹盘（日本松冈美术馆藏）
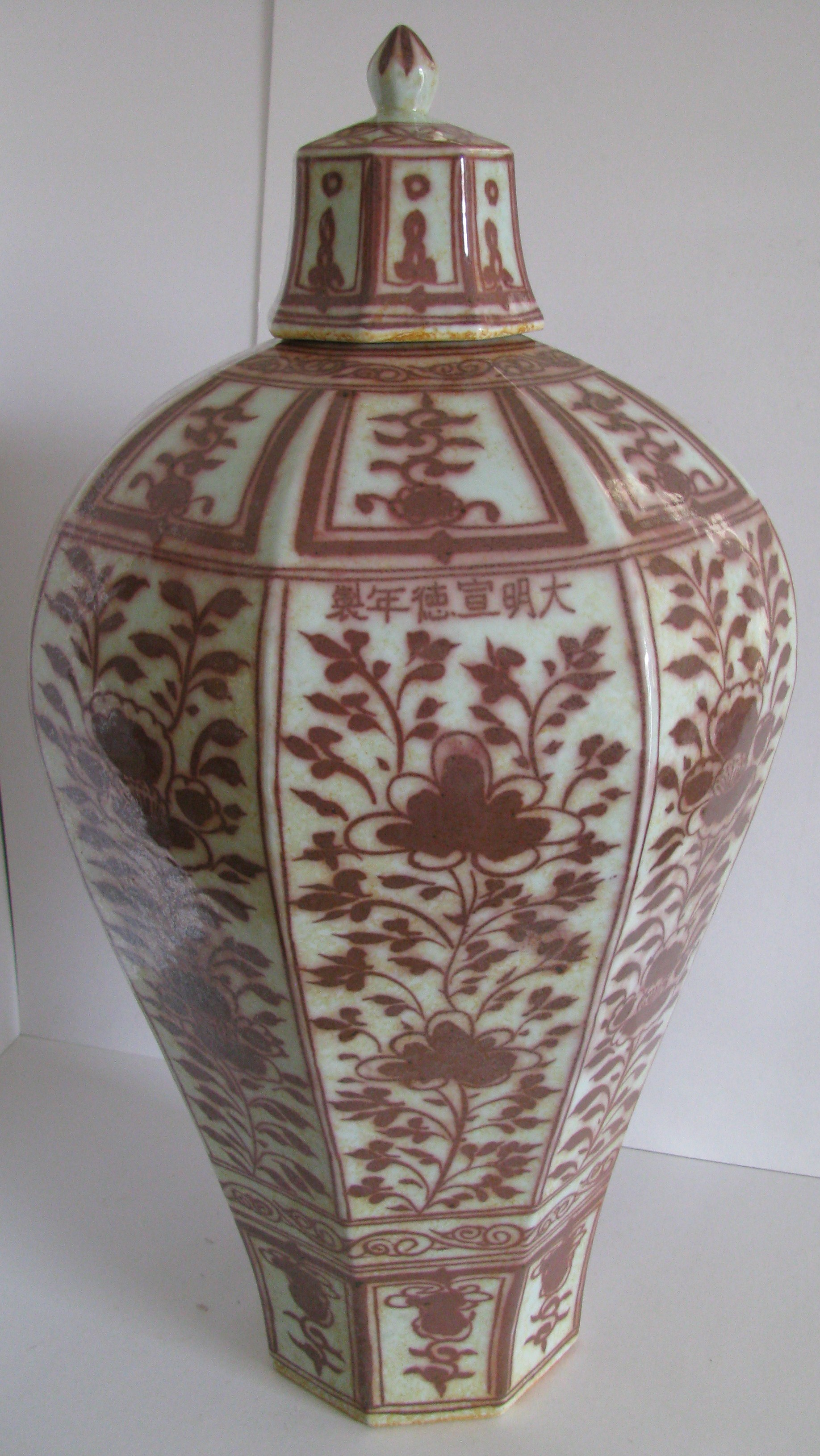
明宣德釉里红八棱梅瓶
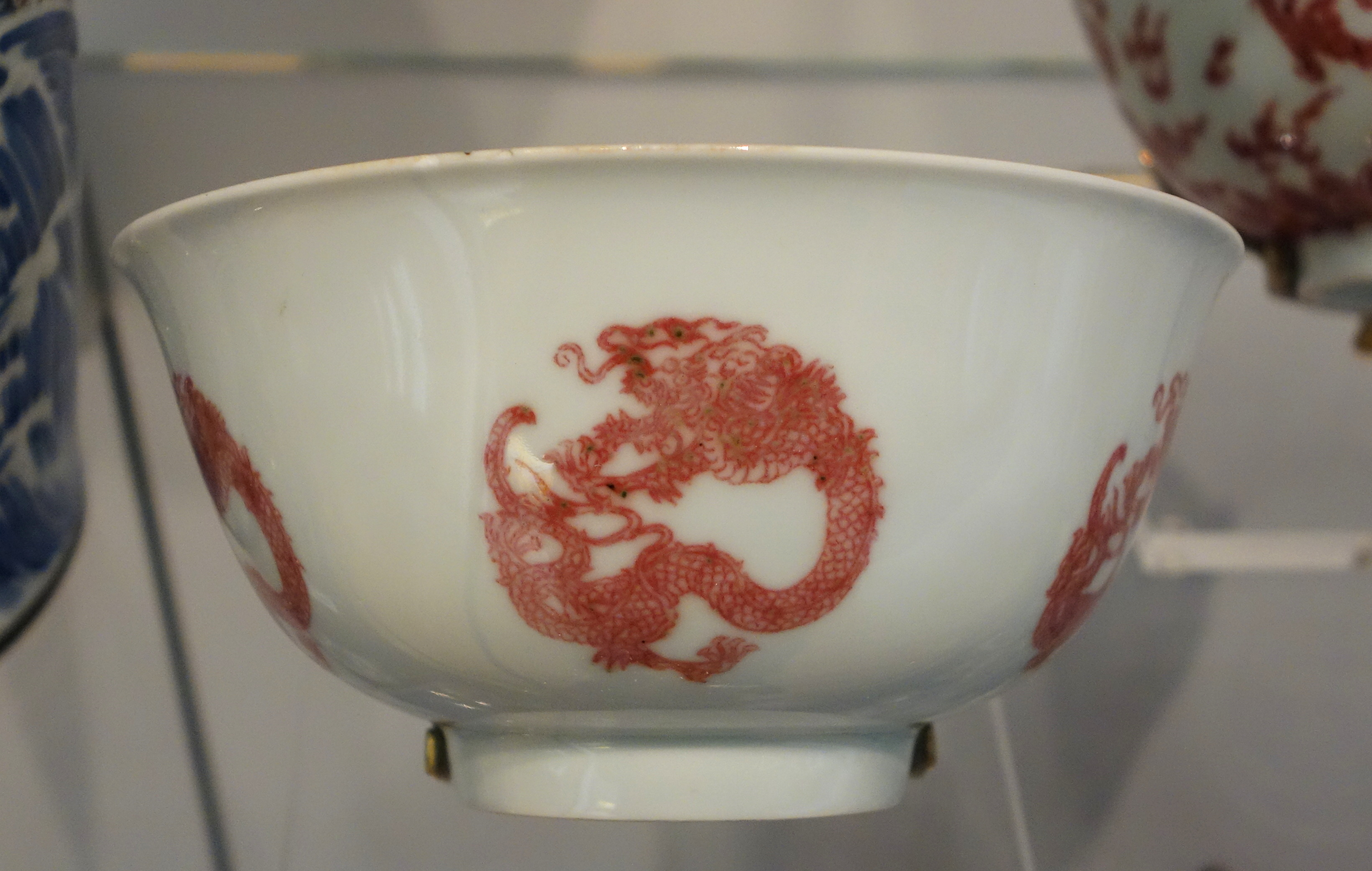
清康熙釉里红龙纹碗（加拿大皇家安大略博物馆藏）
清雍正釉里红白龙纹梅瓶（美国克利夫兰艺术博物馆藏）
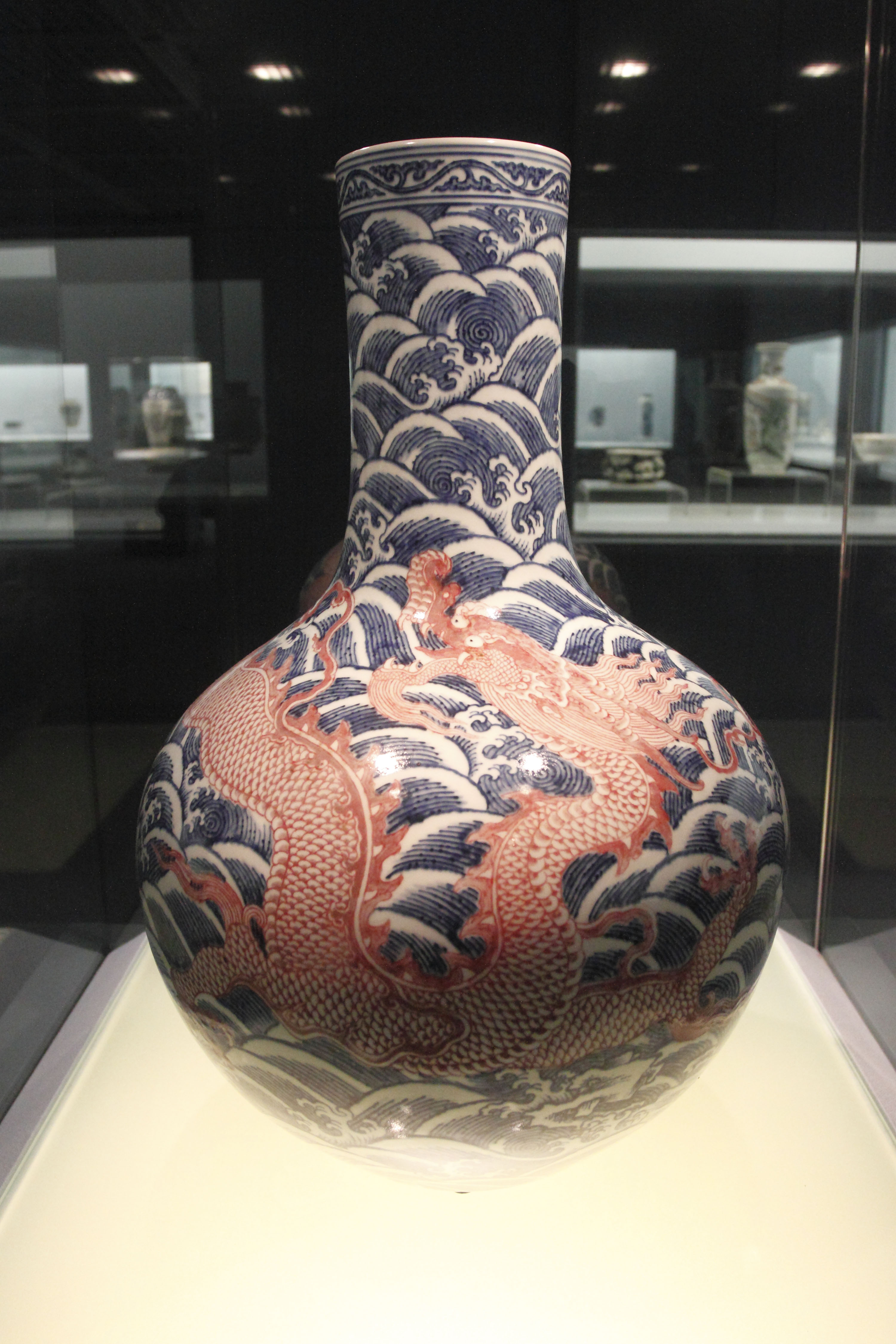
清雍正青花釉里红海水龙纹瓶（上海博物馆藏）
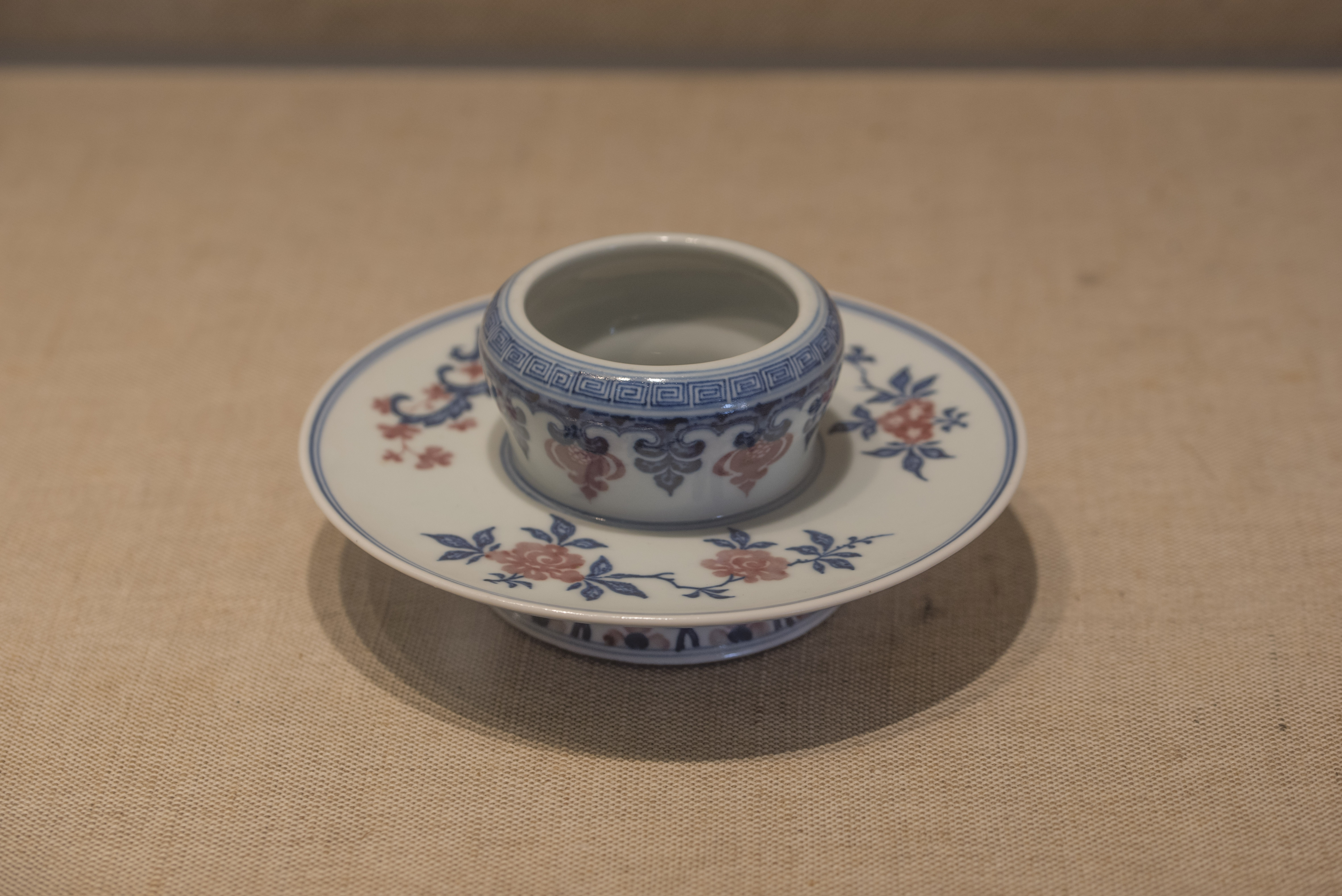
清雍正青花釉里红折枝花纹盏托（浙江省博物馆藏）
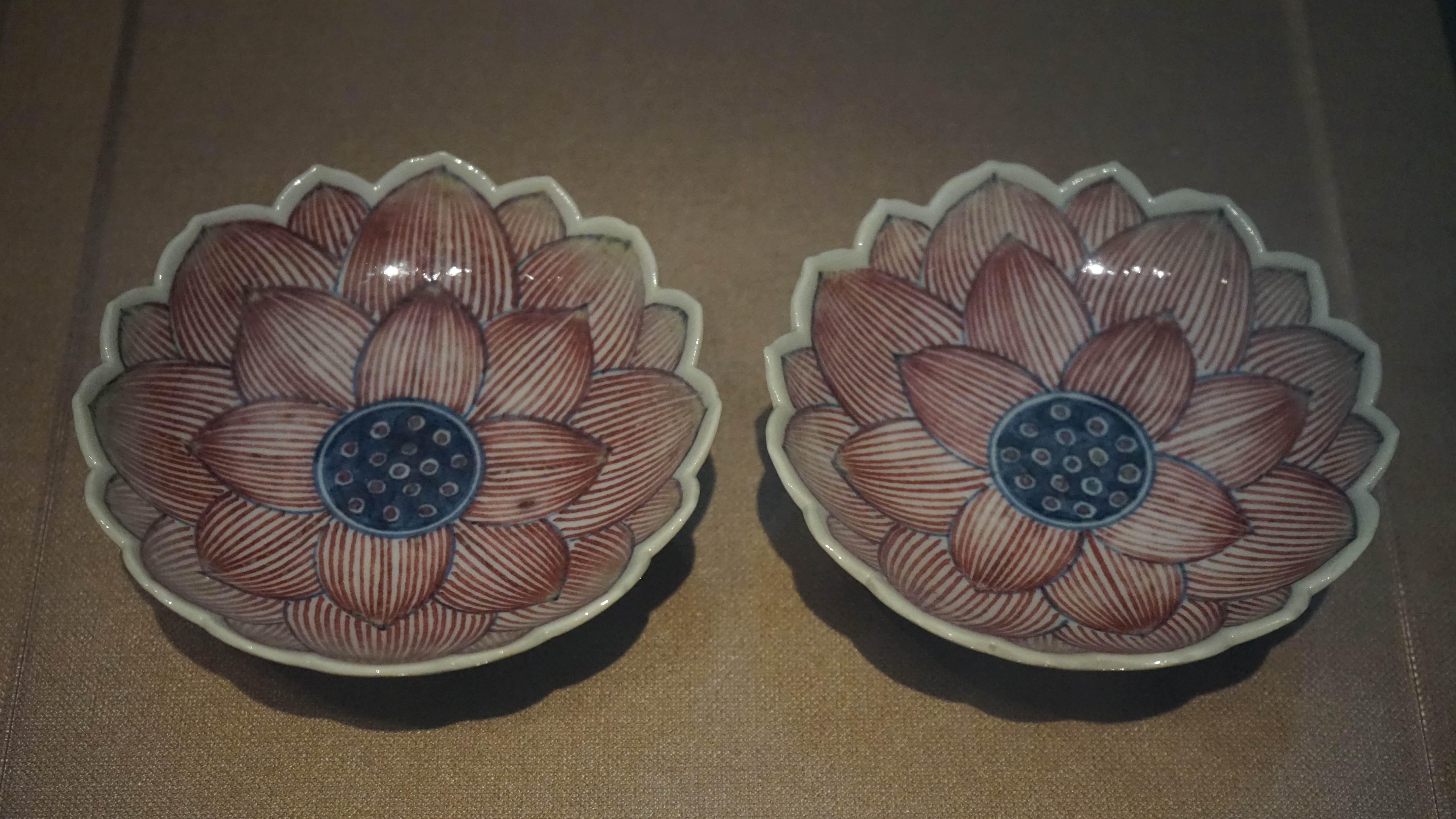
清乾隆青花釉里红莲花纹盘（杭州博物馆藏）
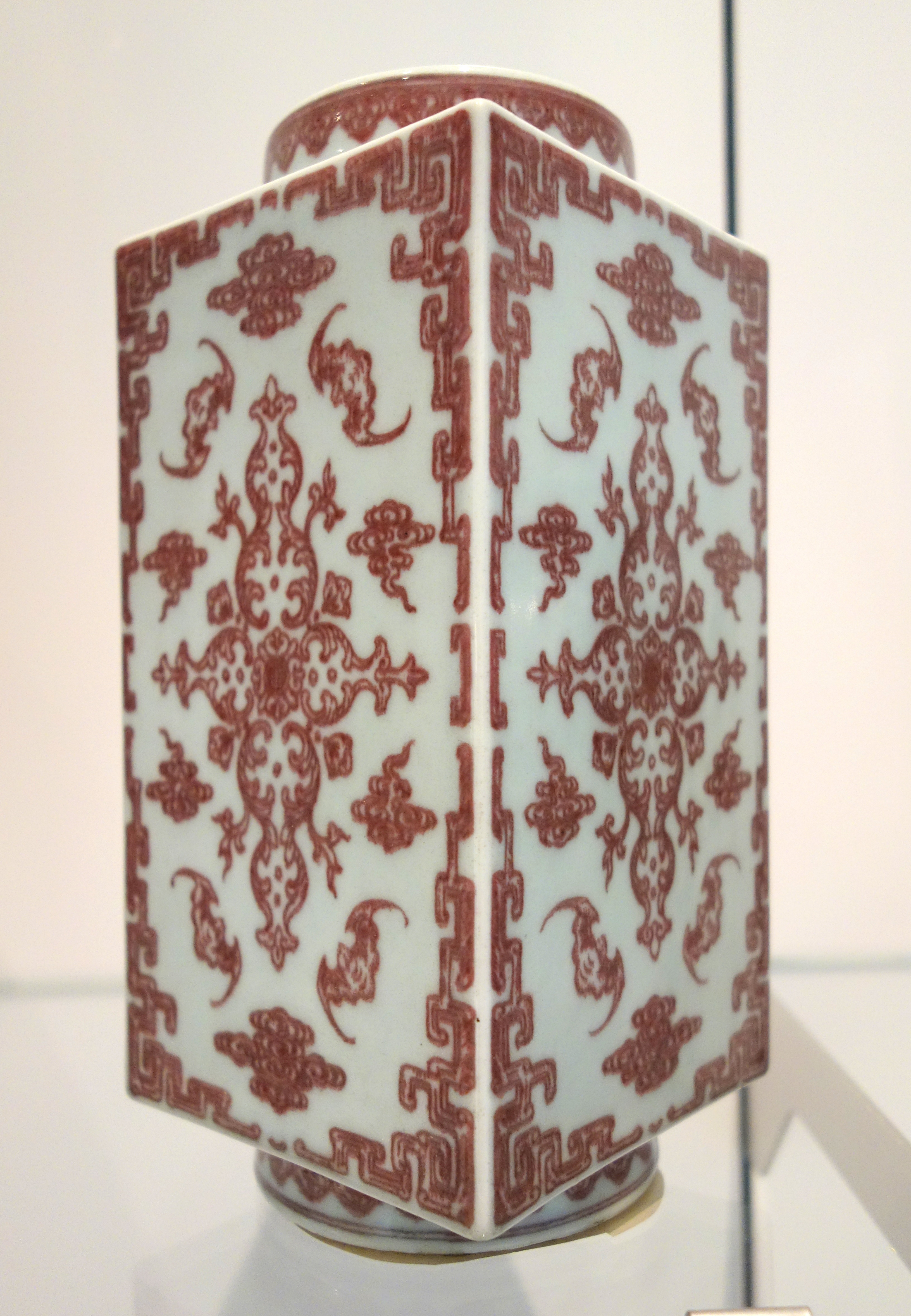
清乾隆釉里红福禄纹琮式瓶（加拿大皇家安大略博物馆藏）
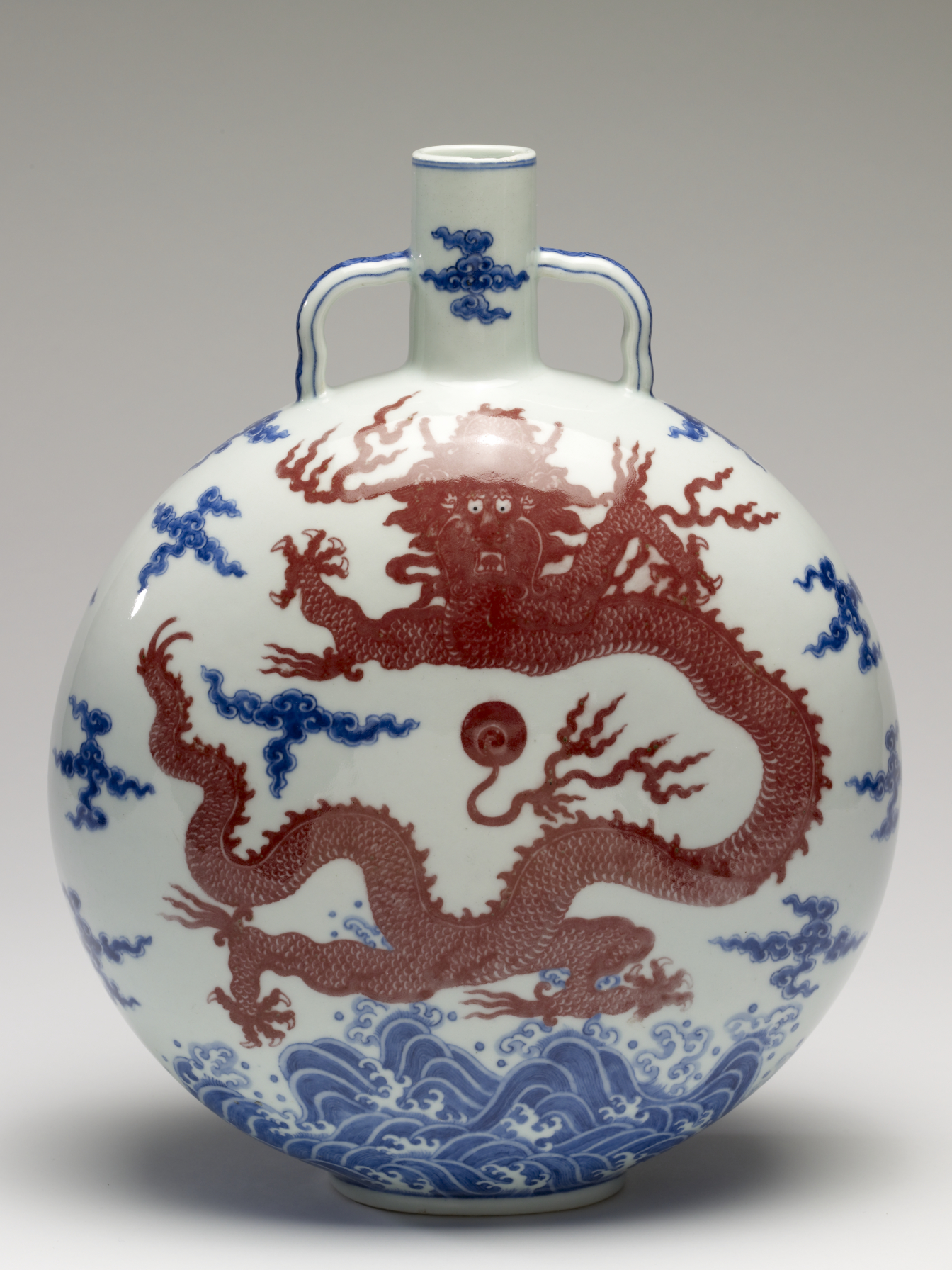
清乾隆青花釉里红绶带耳葫芦扁壶（美国沃尔特斯艺术博物馆（英语：Walters Art Museum）藏）
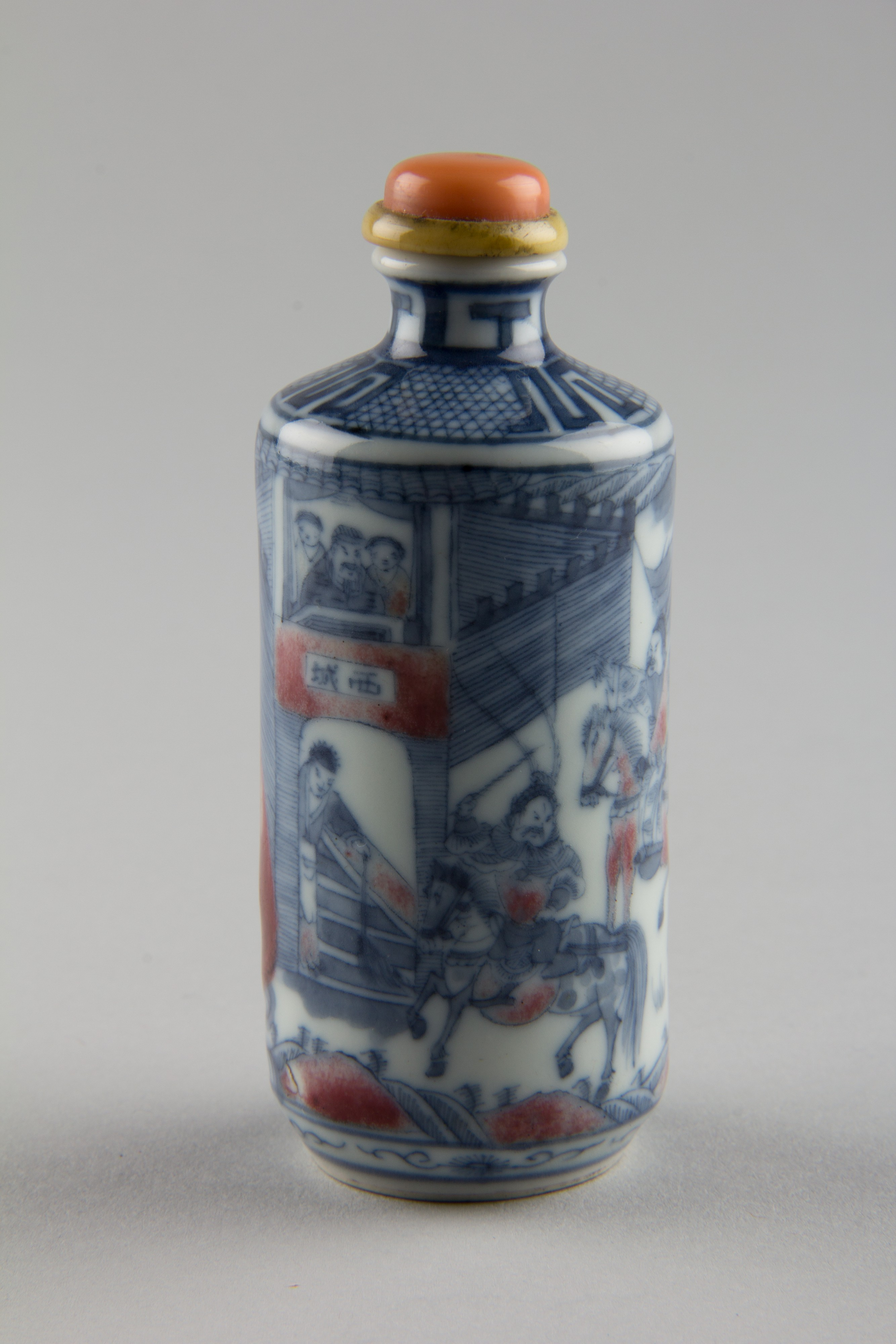
晚清青花釉里红人物故事图鼻烟壶（美国大都会艺术博物馆藏）